# Sikorsky R-4

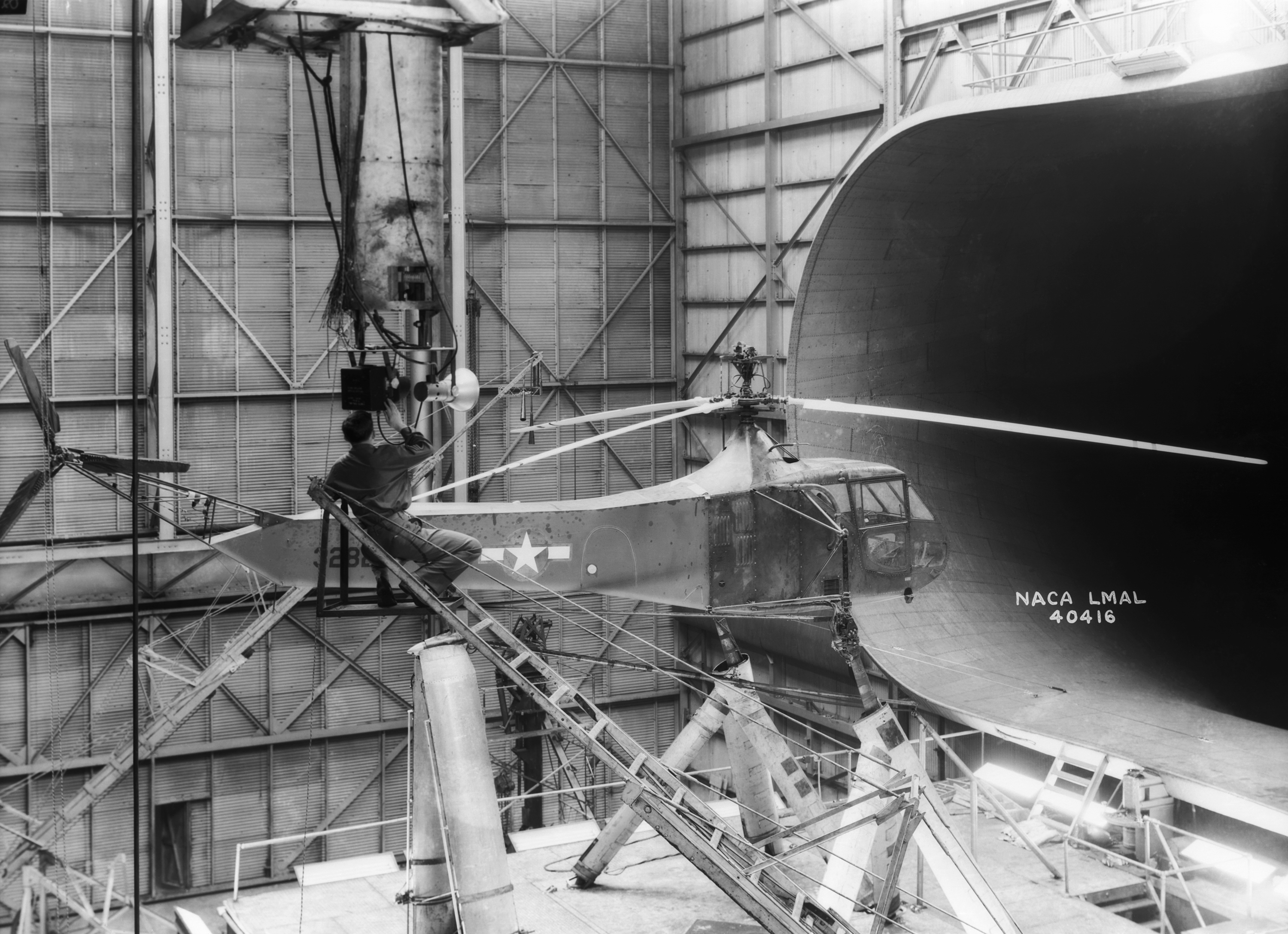
Sikorsky YR-4B/HNS-1 của Trung tâm nghiên cứu Langley ở trong hầm gió, năm 1944

Sikorsky R-4 là loại trực thăng hai chỗ, do Igor Sikorsky thiết kế. Đây là máy bay đầu tiên trên thế giới được sản xuất hàng loạt, và là trực thăng đầu tiên đưa vào trang bị của Không quân Lục quân Hoa Kỳ, cũng như các quân chủng khác của quân đội Hoa Kỳ

## Biến thể

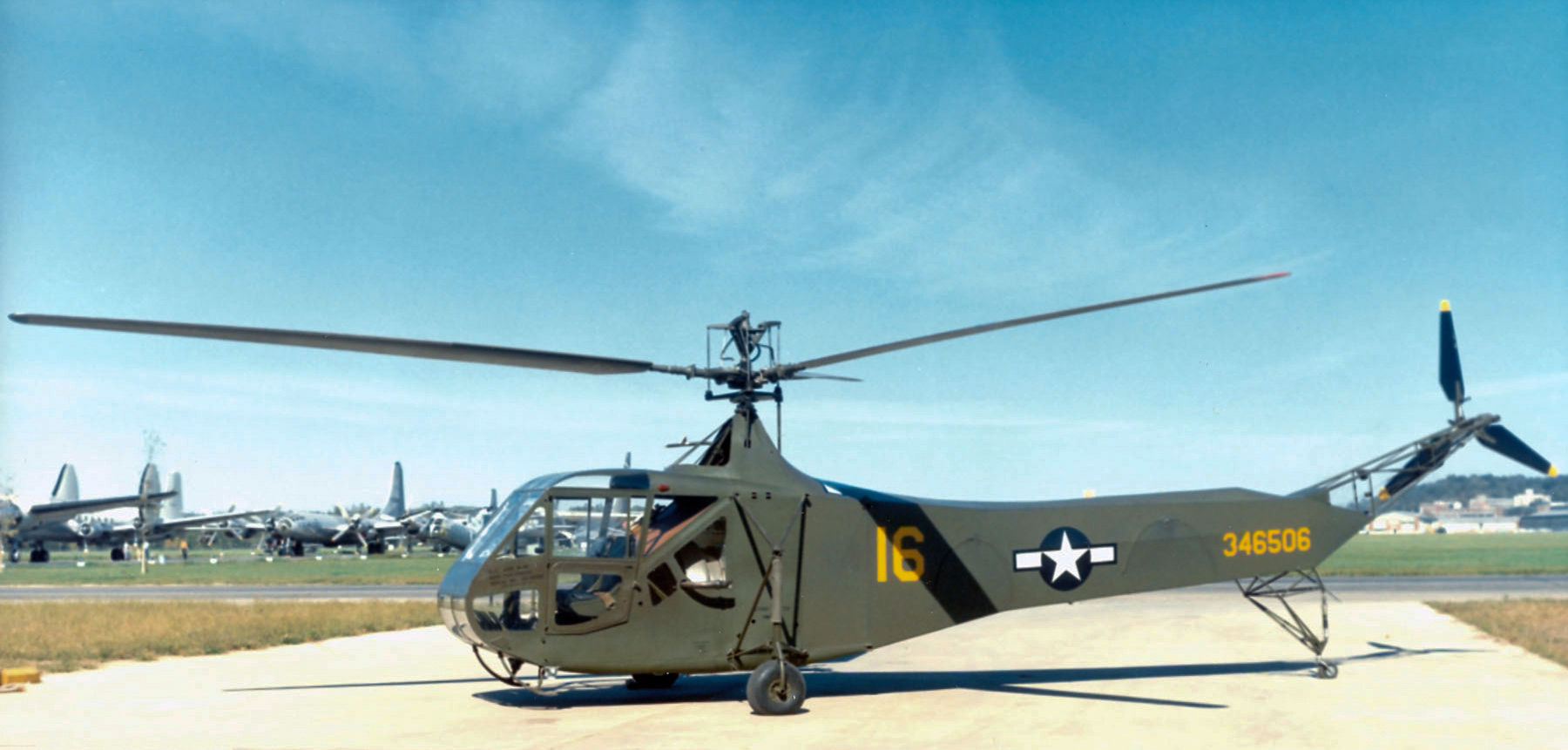
Sikorsky R-4B tại Bảo tàng Quốc gia Không quân Hoa Kỳ

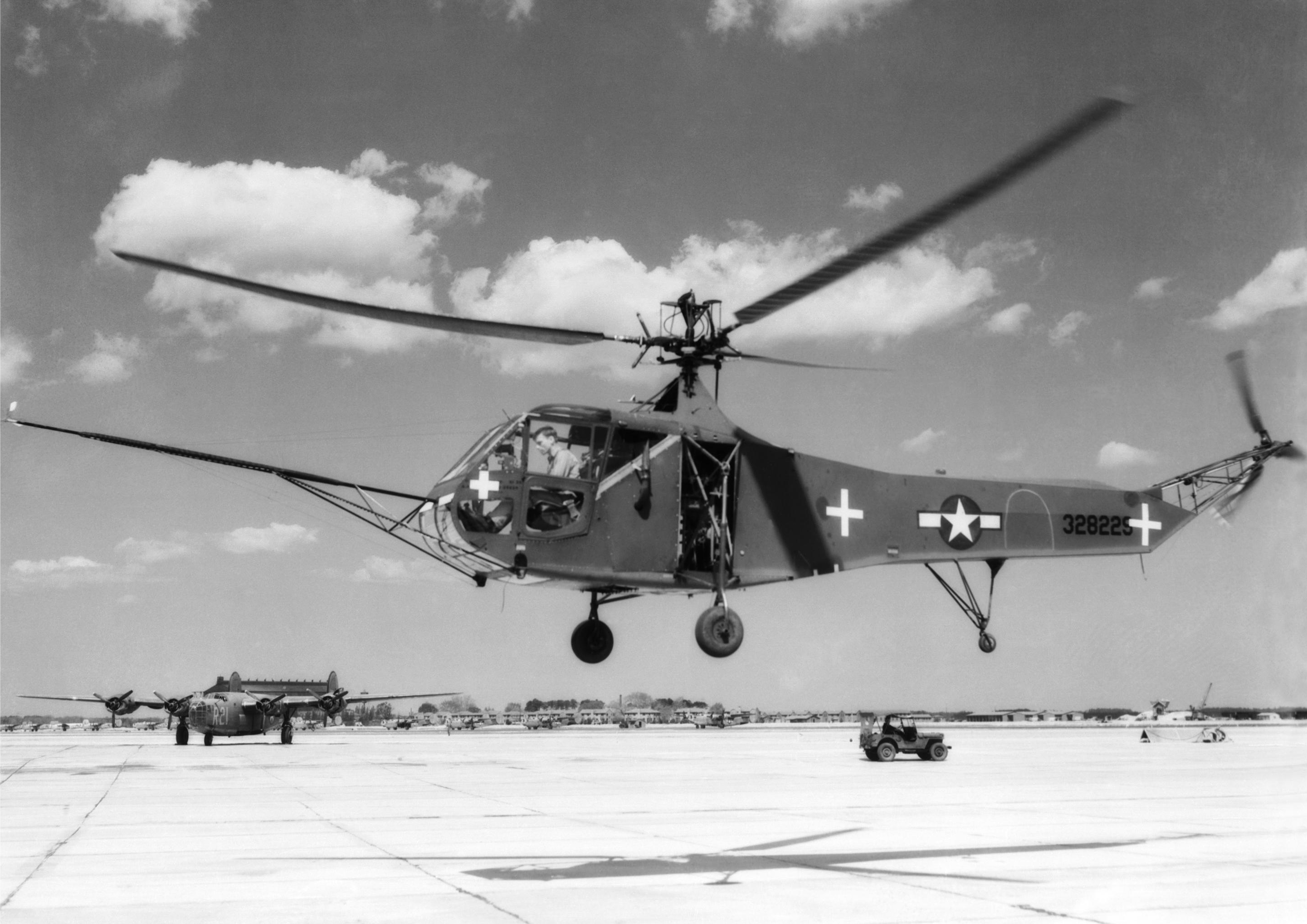
YR-4B tại Langley

XR-4
YR-4A
YR-4B
R-4B
XR-4C
HNS-1
Hoverfly I
Sikorsky S-54

## Quốc gia sử dụng
Canada
Không quân Hoàng gia Canada
 Anh Quốc
- Không quân Hoàng gia
- Không quân Hải quân Hoàng gia

 United States
- Không quân Lục quân Hoa Kỳ
- Hải quân Hoa Kỳ
- Bảo vệ Bờ biển Hoa Kỳ

## Tính năng kỹ chiến thuật (R-4B)
Đặc điểm tổng quát
- Kíp lái: 1
- Sức chứa: 1
- Chiều dài: 33 ft 8 in (10.2 m)
- Đường kính rô-to: 38 ft (11.5 m)
- Chiều cao: 12 ft 5 in (3.8 m)
- Trọng lượng rỗng: 2,098 lb (952 kg)
- Trọng lượng có tải: 2,581 lb (1,170 kg)
- Động cơ: 1 × Warner R-550, 200 hp (149 kW)

 Hiệu suất bay 
- Vận tốc cực đại: 75 mph (120 km/h)
- Vận tốc hành trình: 65 mph (105 km/h)
- Trần bay: 8,000 ft (2400 m)